# زمین‌لرزه گسیخت مدفون

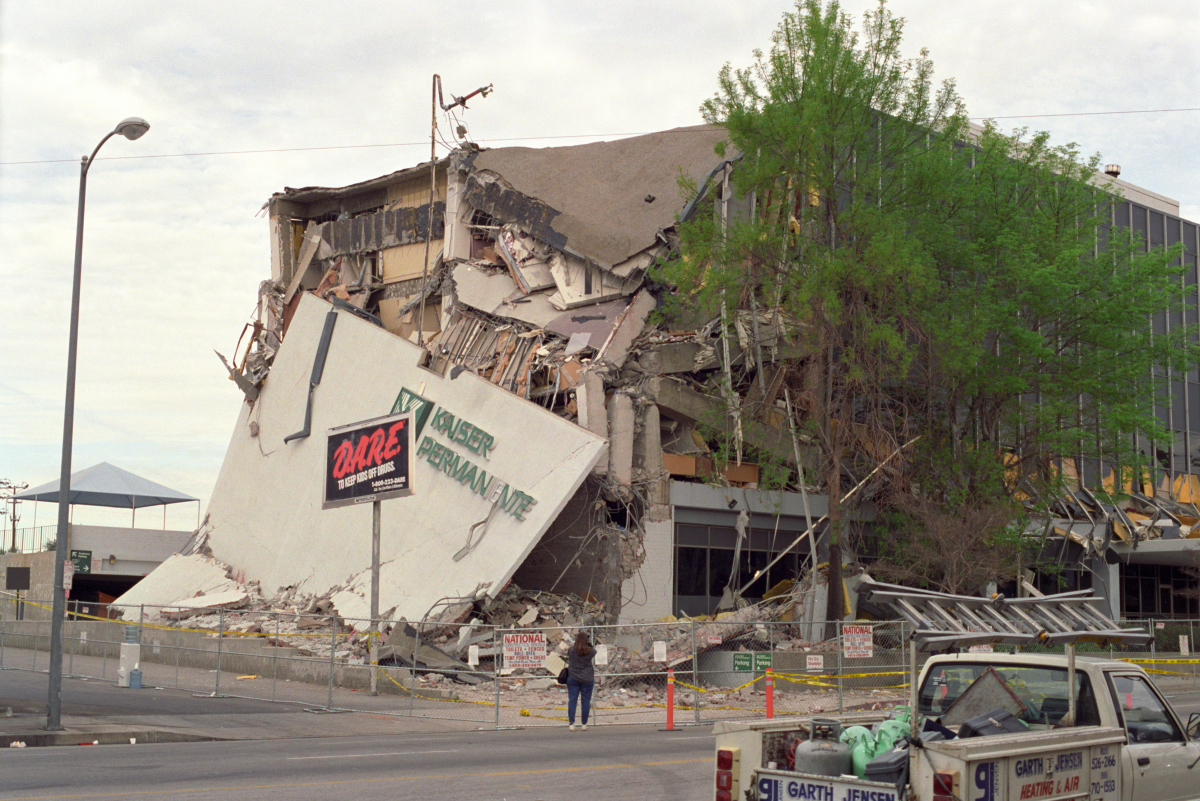
زمین‌لرزه ۱۹۹۴ نورت‌ریج زمین‌لرزه‌ای از نوع گسیخت مدفون بود، که باعث آسیب‌های سطحی گسترده شد.

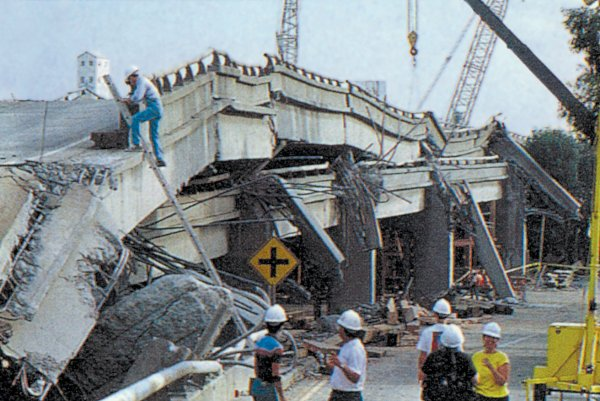
عرشه بالایی فرو ریخته و پشتیبانی ناموفق ستون‌های آزادراه قبرس در زمین‌لرزه ۱۹۸۹ لوما پریتا، که یک زمین‌لرزه گسیخت مدفون بود.

زمین‌لرزه گسیخت مدفون (انگلیسی: Buried rupture earthquake) یا زمین‌لرزه کور نوعی زمین‌لرزه است که در امتداد گسل، یک دوراُفت قابل‌مشاهده در زمین ایجاد نمی‌کند، برخلاف گسیخت سطحی که باعث ایجاد دوراُفت می‌شود. زمانی که گسل مدنظر از نوع گسل رورانده باشد، زمین‌لرزه به نام زمین‌لرزه راندگی کور شناخته می‌شود.

## جنبش زمین
مقادیر ثبت‌شده جنبش زمین در زمین‌لرزه‌های گسیخت سطحی بزرگ، ضعیف‌تر از جنبش‌های زمین ناشی از زمین‌لرزه‌های گسیخت مدفون هستند.

## ژرفا
تنشگاه زمین‌لرزه گسیخت مدفون در منطقه‌ای عمیق‌تر از تقریباً ۵ کیلومتر (۳٫۱ مایل) قرار دارد. زمین‌لرزه ۱۹۸۹ لوما پریتا و زمین‌لرزه ۱۹۹۴ نورت‌ریج نمونه‌هایی از این وضعیت به‌شمار می‌روند.

## سونامی‌ها
در مقایسه با موارد گسیخت سطحی در بستر دریا، بالا آمدن آب خارج از صفحه گسل در زمین‌لرزه‌های گسیخت مدفون باعث ایجاد امواج بزرگ سونامی می‌شود.